# Fury (film fra 2014)
Fury er en amerikansk krigsdramafilm fra 2014, der foregår under Anden Verdenskrig. Filmen er skrevet og instrueret af David Ayer. De medvirkende omfatter Brad Pitt, Shia LaBeouf, Logan Lerman, Jon Bernthal, Michael Peña, Jason Isaacs og Scott Eastwood.
Optagelserne begyndte i begyndelsen af september 2013 i Hertfordshire, England, efterfulgt af optagedag den 30. september 2013 i Oxfordshire. Optagelserne fortsatte i halvanden måned på forskellige steder, som omfattede byen Oxford og blev afsluttet den 15. november 2013. Filmen blev udgivet den 17. oktober 2014.

## Plot
De allierede gøre deres endelige indtog i Nazityskland, deriblandt en kamp-hærdet US Army sergent i det 66. Panser Regiment, 2. pansrede division, hvor Don "Wardaddy" Collier er vognkommandør på en M4A3E8 Sherman Kampvogn, kaldt Fury og dets fem mand store veteranbesætning: Boyd "Bibel" Swan Grady "Coon-Ass" Travis og Trini "Gordo" Garcia. Kampvognens oprindelige reservekører/ maskingeværskytte er blevet dræbt i kamp. Hans erstatning er en nyindkaldt kontorhjælper uden kamperfaring, Norman Ellison som hverken har set indersiden af en kampvogn eller oplevet krigens hærgen. Norman får tilnavnet "maskinen", givet til ham af Grady Travis.På en forsynings base bliver det afsløret, at Wardaddy i høj grad foragter Waffen-SS, da han chikanerer en skadet fanget SS-officer før han fortæller Norman, at han skal dræbe hver eneste af dem, han ser.
Den overlevende besætning, der har været sammen siden den nordafrikanske kampagne, forklejner den nye rekrut ved at mobbe ham, for både hans manglende erfaring og hans modvilje mod at dræbe tyskere, især teenagere i Hitlerjugend; en beslutning, som resulterer i ødelæggelse af løjtnant Parkers Kampvogn og dens besætning. Wardaddy er rasende og i et forsøg på at "opdrage" ham til at forstå realiteterne i krig, forsøger han voldsomt at tvinge Norman til at tage sit våben og dræbe en tilfangetagen tysk artillerist, der er iført en plyndret amerikansk trenchcoat. Da Norman nægter at gøre det, tvinger Wardaddy pistolen i hånden på Norman og får ham til at udføre drabet.
Båndet mellem Norman og Wardaddy bliver stærkere efter overtagelsen af en lille tysk by. Wardaddy og Norman møder en tysk kvinde, Irma og hendes kusine Emma. Norman har sex med Emma, imens Wardaddy og Emmas kusine laver morgenmad. Norman opdager, at Wardaddy har rædselsvækkende ar efter brand på ryggen. Kort tid efter rammes byen af et tysk bombardement, som dræber Emma og nogle af de amerikanske styrker. Dette, kombineret med synet af tyskerne, som brænder deres egne byer og den grusomhed de viser dem, der ikke kæmper for Wehrmacht, hærder Norman.
En deling af Kampvogne, ledet af Wardaddy, får til opgave at holde et afgørende vejkryds for at beskytte forsynings linjerne til fronten. Efter at have mødt en angribende tysk Tiger Kampvogn, er der kun Fury tilbage, de andre køretøjer, er tilintetgjort af Tigeren som til sidst bliver uskadeliggjort af Fury. Fury immobiliseres kort tid efter, da den rammer en landmine ved vejkrydset den skal beskytte. Kort tid efter kommer en bataljon på tre hundrede Waffen-SS soldater. Wardaddy nægter at forlade kampvognen, resten af besætningen er i første omgang tilbageholdende, men beslutter at blive ved Wardaddy og de planlægger et baghold.
Trods det at de kun er 5, påfører Wardaddy og hans mænd alligevel store tab på tyskerne ved hjælp af både kampvognens og besætningens våben, men efterhånden bliver Grady, Gordo og Bibel alle dræbt og Wardaddy såret af en snigskytte. Norman og Wardaddy trækker sig tilbage ind i Fury, hvor de deler deres sidste ord. Wardaddy fortæller Norman hvordan han skal undslippe gennem lugen i bunden af kampvognen hvor han skjuler sig i krateret forårsaget af landmine eksplosionen. Den sårede Wardaddy bliver tilbage og bliver dræbt af to håndgranater som bliver kastet ind i kampvognen. En ung tysk Waffen-SS trooper opdager Norman under den ødelagte kampvogn, men efter intens øjenkontakt, lader han ham mirakuløst ligge. De overlevende tyske soldater marcherer hurtigt videre.
Den næste morgen, opdager amerikanske hærenheder Norman, og det er tydeligt, at den tyske offensiv mislykkedes på grund af besætningens handlinger. Da Norman transporteres til sikkerhed, ser han tilbage på det blodbad af døde tyske SS-tropper og den ødelagte Fury.

## Medvirkende
- Brad Pitt som US Army S/Sgt. Don "Wardaddy" Collier[5]
- Shia LaBeouf som T/5 Boyd "Bible" Swan[6]
- Logan Lerman som mening Norman "Machine" Ellison[7]
- Michael Peña som korporal Trini "Gordo" Garcia[8]
- Jon Bernthal som Grady "Coon-Ass" Travis[9]
- Jason Isaacs som kaptajn "Old Man" Waggoner[10]
- Scott Eastwood som sergent Miles[11]
- Xavier Samuel som 2nd Lt. Parker
- Brad William Henke som sergent Davis[12]
- Anamaria Marinca som Irma
- Alicia von Rittberg som Emma
- Kevin Vance som sergent Peterson
- Branko Tomović[13] som tysk korporal
- Iain Garrett som sergent Foster
- Eugenia Kuzmina som Hilda Meier
- Stella Stocker som Edith[14]

## Produktion
Den 13. februar 2013 rapporterede Deadline, at QED International havde købt deres næste projekt, Fury; de ville finansiere filmen, skrevet af David Ayer, hvem der også ville instruerer senere samme år. Den 3. april 2013 blev produktion sat til at begynde i september 2013. Den 10. april 2013 vandt Sony Pictures auktionen fra Universal Pictures og Columbia Pictures har erhvervet filmens indenlandske rettigheder.

### Casting
Den 3. april 2013 begyndte Sony, at samle medvirkende til filmen, da Brad Pitt, der tidligere medvirkede i Inglourious Basterds, trådte ind i de endelige forhandlinger, om at tage hovedrollen Wardaddy. Den 23. april sluttede Shia LaBeouf sig til rollebesætningen Den 1. maj blev det annonceret, at Logan Lerman også havde sluttet sig til Furys rollebesætning, som Pitts besætningsmedlem Norman Ellison. Den 14. maj meddelte THR, at Michael Peña var i forhandlinger om at spille et medlem af Pitt tankbesætning. Den 17. maj tiltrådte Jon Bernthal, som Grady Travis, en snu, ond og en Arkansas indfødt. Den 26. august sluttede Scott Eastwood sig også til de medvirkende, hvor han spiller Sergent Miles. Den 19. september Brad William Henke tiltrådte som sergent Davis, chef for en anden tank, Lucy Sue. Jason Isaacs blev castet den 7. oktober 2013. Andre medvirkende omfatter Xavier Samuel, Jim Parrack, Eugenia Kuzmina, Kevin Vance og Branko Tomović.
Filmen har fire førende jødiske skuespillere (Logan Lerman, Jon Bernthal, Shia LaBeouf og Jason Isaacs), som spiller soldater, der kæmper mod Nazityskland.

### Forberedelse
Før optagelserne krævede Ayer, at skuespillerne gennemgik en fire måneders forberedelsesproces. Dette omfattede en ugelang bootcamp, drevet af Navy SEALs. Pitt udtalte: "Det blev oprettet for at bryde os ned, for at holde os kolde, at holde os udmattede, at gøre os vrede, at holde os våde, få os til at spise kold mad. Og hvis vores ting var ikke sammen, kom vi til at betale for det med fysiske udfordringer. Vi er oppe kl. fem om morgenen"
Ayer skubbede også de medvirkende til fysisk at sparre hinanden, hvilket fører til mange blå øjne og blodige næser. De fornærmede hinanden med personlige angreb. Oven i købet blev skuespillerne tvunget til at leve i kampvognen sammen i en længere periode, hvor de spiste, sov og sked.
Med hensyn til hans valg, forsvarede Ayer sig og sagde: "Jeg er hensynsløs som instruktør. Jeg vil gøre, hvad jeg mener er nødvendigt for at få, hvad jeg vil have."

### Optagelser
Filmens besætninger øvede filmens scener i Hertfordshire, England, i september 2013. Brad Pitt blev spottet i forberedelserne til Fury ved at køre en kampvogn den 3. september i det engelske landskab. Hovedfotografering begyndte den 30. september 2013 i Oxfordshire. Pinewood Studios sendt advarselsbreve til landsbyboerne i Shirburn, Pyrton og Watlington, at der ville være lyd af skud og eksplosioner under indspilningen af Fury.
15. oktober 2013 blev en stuntman ved et uheld stukket i skulderen af en bajonet, mens der var øvelse på scener i Pyrton. Han blev taget til John Radcliffe Hospital, Oxford med ambulancehelikopter. Politiet bekræftede, at de var at behandle det som en ulykke. I november 2013 forårsagede filmen kontrovers ved at skyde en scene på Remembrance Day, hvor statister bar nazistiske uniformer. Ayer undskyldt for hændelsen, og Sony lavede også en undskyldning. Under optagelserne trak Shia LaBeouf sin egen tand ud, skar sit eget ansigt og nægtede at tage brusebad for at "forstå, hvad hans karakter ville have været igennem", til stor irritation af mange af de andre medvirkende og crewet. Optagelserne sluttede den 15. november 2013 Oxfordshire.

### Musik
Den 19. november 2013 lovede komponist Steven Pris at lave musikken til filmen. Varèse Sarabande frigav det originale soundtrack album til filmen den 14. oktober 2014.

## Skildring af historien
Fury er en fiktiv film, der skildrer et sammensat portræt af kampvognsbesætninger og de sidste dage af krigen i Europa. Ayer var påvirket af historierne fra veteraner i sin familie og ved at læse bøger, som Belton Y. Coopers Death Traps om amerikansk pansret krigsførelse under Anden Verdenskrig. Ayer gjorde sig store anstrengelser for at finde autentiske uniformer og våben, der var i brug i de sidste måneder af krigen i Europa. Filmen blev optaget i England i vid udstrækning på grund af tilgængeligheden  af 2. Verdenskrigs kampvogne. Filmen var med Tiger 131, den sidste overlevende af de operationelle Tiger. Kampvognen tilhører Bovington Tank Museum fra Bovington, England. Det er første gang siden 1946-filmen Theirs Is the Glory, at en reel Tiger kampvogn og ikke en model har været brugt på et film sæt.

## Eksterne Henvisninger
- Fury på Internet Movie Database (engelsk)
- Fury på Filmdatabasen
- Fury på Scope
- Fury i Svensk Filmdatabas (svensk)
- Fury på AlloCiné (fransk)
- Fury på MovieMeter (nederlandsk)
- Fury på AllMovie (engelsk)
- Fury på Turner Classic Movies (engelsk)
- Fury på The Movie Database (engelsk)
- Fury på Rotten Tomatoes (engelsk)